# Рекламна кампанія
Рекла́мна кампа́нія -  цілеспрямована система ретельно спланованих заходів з реклами та просування на ринок якогось товару. 
Завдання рекламної кампанії - донести серію якісних рекламних повідомлень до кінцевого споживача за допомогою найбільш підходящих рекламних носіїв, які складають інтегровану маркетингову комунікацію. При цьому враховуються зміст і форма повідомлення, засоби поширення реклами (радіо, газети, журнали, телебачення і т.д.), час і кількість публікацій або виходу в ефір і багато іншого. Чим вище якість реклами, тим меншої кількості розміщень вона вимагає для ефективного впливу на цільову аудиторію.
Інтегровані маркетингові комунікації (англ. integrated marketing communications) - концепція спільного використання всіх видів маркетингових комунікацій, виходячи з загальних цілей. Комунікації при цьому взаємодоповнюють одна одну. Виникає ефект синергії, що дозволяє досягти ефективності, яку неможливо досягнути при використанні окремих видів маркетингових комунікацій.
Реклама є однією із головних елементів системи маркетингових комунікацій.
Реклама сама по собі - без тісного взаємозв'язку з іншими елементами комплексу маркетингу - є не тільки малоефективною, але й може призвести до негативних результатів.
Американський рекламіст А. Політц сформулював 2 закони  рекламної практики:
- Реклама стимулює продаж доброго товару і прискорює провал поганого. Вона показує, яких якостей продукт не має і допомагає споживачеві скоро це збагнути;
- Реклама, що вказує на ту характерну ознаку товару, яка присутня в незначних кількостях, і яку сам споживач не в змозі виявити, допомагає встановити, що дана ознака практично відсутня, і тим самим прискорює провал товару.

## Види реклами
У маркетингових комунікаціях виділяють ATL і BTL сегменти. ATL-реклама - це так звані традиційні види:
- реклама в ЗМІ,
- Out Of Home (зовнішня і внутрішня),
- поліграфічна.

Решта варіантів реклами відносять до BTL-комунікацій.
Реклама торгова — сукупність організаційно-технічних, економічних, естетичних і психологічних засобів і методів, використовуваних для широкого й об’єктивного інформування населення про властивості і якість товарів, розміщення торговельної мережі і форми торгового обслуговування покупців.
Реклама престижна, або фірмова — реклама переваг фірми, які вигідно відрізняють її від конкурентів. Мета такої реклами — створення серед громадськості і насамперед активних і потенційних покупців привабливого іміджу, реноме, виграшного образу фірми, що викликав би довіру до самої фірми й усіх товарів, які вона випускає.
Реклама інституційна — реклама з метою поліпшити імідж корпорації, а не продати продукт чи послугу.
Реклама кооперативна — 
1. реклама, оплачувана спільно фірмою-виробником і її збутовими агентами (торговими посередниками), тобто дилерами і виробником;
2. реклама, що фінансується кількома рекламодавцями (загальнонаціональними, локальними).

Реклама зовнішньоторговельна — реклама на ринках інших країн, що передбачає організацію виставок, рекламний продаж, видання і розповсюдження товаросупроводжувальної літератури, рекламних фільмів.

## Види реклами, які визначаються станом попиту
Цілі реклами, як і маркетингу, залежать від стану попиту.
- Реклама інформативна — реклама, за допомогою якої ринок насичується різною інформацією про нові товари чи умови їхньої реалізації. Р. і. використовується на етапі виведення товару на ринок і створення первинного попиту, коли виробнику потрібно поінформувати споживачів про переваги і способи використання нового продукту.
- Реклама переконувальна — переконання споживача придбати саме даний виріб, послугу і зробити купівлю, не відкладаючи. Р. п. використовується на етапі зростання життєвого циклу товару, коли перед фірмою постає завдання формування вибіркового попиту.
- Реклама підкріплювальна — рекламна діяльність, спрямована на те, щоб запевнити покупців у правильності зробленого вибору. У цьому разі в рекламних зверненнях часто фігурують задоволені покупці, які захоплюються тим чи тим товаром. Р. п. використовується на етапах зрілості і відходу з ринку життєвого циклу товару для утримання ринку і утримання споживача у сфері впливу фірми, а також для створення образу фірми.
- Реклама підтримувальна — комплекс рекламних заходів з метою підтримки попиту на раніше рекламований товар.
- Реклама порівняльна — пропагування переваг якого-небудь конкретного виробу способом порівняння його характеристик з одним чи кількома іншими виробами в рамках даного товарного класу. Р. п. широко застосовується в таких товарних групах, як автомобілі, шини, зубна паста, дезодоранти тощо.
- Реклама з метою розширення збуту — основна сфера рекламної діяльності, тісно пов’язана з поняттям «маркетинг-мікс» — координацією всіх взаємозалежних чинників, що впливають на продаж; базується на глибокому вивченні ринку.
- Реклама, що нагадує — рекламна діяльність, спрямована на утримання завойованих позицій на ринку за допомогою переконання покупця в доцільності й вигідності дальших купівель даного товару. Використовується на етапі зрілості життєвого циклу товару, для того щоб покупці постійно пам’ятали про товар.
- Ремаркетинг — маркетинг у ситуації зниження попиту, характерного для всіх видів товарів і будь-якого періоду часу.